# Teodoro Palacios
Pour les articles homonymes, voir Palacios.
Teodoro Palacios Flores (né le 7 janvier 1939 à Guatemala et mort le 17 août 2019 dans la même ville) est un sauteur en hauteur guatémaltèque.
Il est médaillé d'argent aux Jeux panaméricains de 1963, remporte la médaille d'or des Championnats d'Amérique centrale et des Caraïbes d'athlétisme 1967 et participe au concours de saut en hauteur masculin aux Jeux olympiques d'été de 1968.
Il meurt d'une pneumonie le 17 août 2019 à l'hôpital Roosevelt de Guatemala, à l'âge de 80 ans.